# Mappleton
Mappleton – wieś w Anglii, w hrabstwie East Riding of Yorkshire. Leży 20 km na północny wschód od miasta Hull i 264 km na północ od Londynu. W 2001 miejscowość liczyła 249 mieszkańców.